# Massacro di Uruapan
Il massacro di Uruapan indica l'esecuzione e mutilazione di 19 persone, appartenenti all'organizzazione Los Viagras, i cui cadaveri sono stati rinvenuti nella città di Uruapan del Progresso, nello Stato del Michoacán. Il Cartello di Jalisco Nuova Generazione ha ammesso di aver commesso gli omicidi.
Secondo Andrián López Solís, procuratore generale del Michoacán, gli omicidi rientrano nella guerra tra bande per il controllo sul traffico di droga nella città messicana.